# Greg Howe

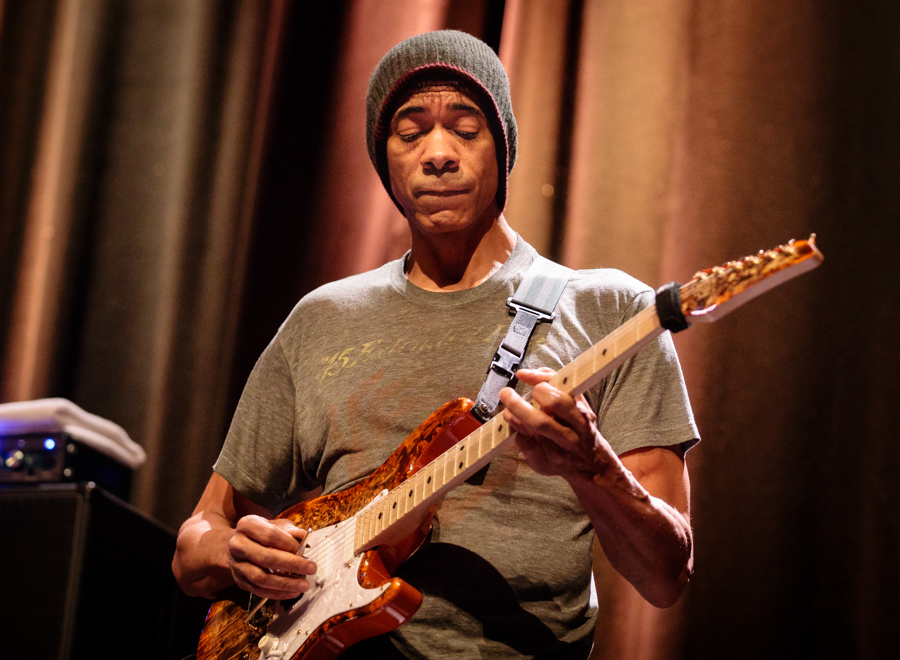
Greg Howe, Oslo 2017

Gregory „Greg“ Howe (* 8. Dezember 1963 in New York City) ist ein US-amerikanischer Gitarrist. Er ist als Studiogitarrist für verschiedenste Künstler tätig und betätigt sich als Komponist.

## Leben und Wirken
Howe wurde entdeckt von Mike Varney von Shrapnel Records. 1988 veröffentlichte Howe sein erstes Album für Varneys Label. Das Album wurde von der Zeitschrift Guitar World im Jahre 2009 als das zehntbeste aller je veröffentlichten Shred-Gitarrenalben ausgezeichnet.
Howe hat mit unterschiedlichsten Musikern zusammengearbeitet. So hat er für Michael Jackson auf dessen HIStory Tournee, für Enrique Iglesias bei dessen Tourneen durch Europa und für NSYNC gespielt. Seit einigen Jahren arbeitet er als Bühnengitarrist für Justin Timberlake und als Studiomusiker für Laura Pausini.
Seit 2008 spielt er in Eddie Jobsons Musikgruppe UKZ mit. 2017 war er Mitglied im Projekt 'Protocol' des Drummers Simon Phillips, spielte dort die CD 'Protocol IV' ein und ging mit Protocol auf Tour.
Greg Howe lebt in Long Beach (Kalifornien).

## Zusammenarbeit mit Laguna Guitars
Howe hat zusammen mit dem US-amerikanischen Instrumentenhersteller Laguna-Guitars ein eigenes Gitarrenmodell gestaltet. Die Gitarre ist aus Sumpfesche gefertigt und hat ein orange lackiertes Top aus Riegelahorn. Der Hals ist aus Ahorn. Die Tonabnehmer werden von DiMarzio hergestellt. Die Gitarren sind mit Tremolosystemen von Floyd Rose ausgestattet.

## Diskografie

### Studioalben
- 1988: Greg Howe
- 1993: Introspection
- 1994: Uncertain Terms
- 1995: Parallax
- 1996: Five
- 1999: Ascend
- 2000: Hyperacuity
- 2006: Collection: The Shrapnel Years (Kompilation)
- 2008: Sound Proof
- 2017: Wheelhouse

### Zusammenarbeiten mit anderen Künstlern
- 1989: High Gear (mit Howe II)
- 1991: Now Hear This (mit Howe II)
- 1995: Tilt (mit Richie Kotzen)
- 1997: Project (mit Richie Kotzen)
- 1997: High Definition (mit Vitalij Kuprij)
- 2001: Gentle Hearts (mit Tetsuo Sakurai)
- 2003: Extraction (mit Victor Wooten und Dennis Chambers)
- 2017: Simon Phillips Protocol IV

### Beteiligung auf Alben anderer Künstler
- 1996: Convergence – James Murphy
- 2004: Rhythm of Time – Jordan Rudess
- 2004: A Guitar Supreme – various guitarists compilation
- 2004: The Spirit Lives On – Jimi Hendrix tribute
- 2005: Visions of an Inner Mounting Apocalypse: A Fusion Guitar Tribute – various guitarists compilation
- 2006: Io Canto – Laura Pausini[2]
- 2008: Collection – Jason Becker